# Trix und Flix
Trix und Flix waren die offiziellen Maskottchen der Fußball-Europameisterschaft 2008. 

## Geschichte
Die beiden gezackt geformten Zwillinge tragen die Nationalfarben der Euro-Gastgeber Österreich und Schweiz, rot und weiß, und die Trikotnummern 20 und 08 auf der Brust, was zusammen gelesen die Jahreszahl 2008 ergibt.
Trix mit der „20“ steht vom Paar aus gesehen typisch rechts und trägt ein weißes Oberteil mit roter Hose. Flix mit der „08“ dagegen hat rotes Oberteil mit weißer Hose. Beide tragen ihren in der jeweils anderen Farbe in Großbuchstaben im oberen Bereich auf der Rückseite ihres Trikots. Die flammenartige Haarpracht, die bis zur Nasen-Mund-Partie herunterreicht, ist bei beiden rot und neigt sich in normaler Paarung jeweils nach außen. Beide tragen über dem Auge auf der Außenseite des Paares jeweils eine weiße aufgemalte Zackenlinie, die stilisierten Alpengipfeln gleicht. Die nach außen zeigende Hand trägt ein rotes Armband. Socken und Schuhe sind größenmäßig übertrieben, comicartig und setzen die alternierende Farbgebung von Trikot und Shorts fort.
Bei einem Freundschaftsspiel im Oktober 2006 zwischen Österreich und der Schweiz betraten die beiden erstmals ein Fußballstadion.
Die Namen und zum Teil die äußere Erscheinung der Figuren ähneln denen der berühmten Comicfiguren von Fix und Foxi.
Im computeranimierten Musikvideo von Like a Superstar von Musiker Shaggy spielen die beiden die Hauptrolle, und auch im offiziellen EM-Lied Feel The Rush wirken sie an der Seite von Shaggy mit.

## Singles
| Jahr | Titel Album                   | Höchstplatzierung, Gesamtwochen, AuszeichnungChartplatzierungen (Jahr, Titel, Album, Platzierungen, Wochen, Auszeichnungen, Anmerkungen) | Höchstplatzierung, Gesamtwochen, AuszeichnungChartplatzierungen (Jahr, Titel, Album, Platzierungen, Wochen, Auszeichnungen, Anmerkungen) | Höchstplatzierung, Gesamtwochen, AuszeichnungChartplatzierungen (Jahr, Titel, Album, Platzierungen, Wochen, Auszeichnungen, Anmerkungen) | Anmerkungen                                   |
| Jahr | Titel Album                   | DE | AT | CH | Anmerkungen                                   |
| ---- | ----------------------------- | --- | --- | --- | --------------------------------------------- |
| 2008 | Like A Superstar Intoxication | DE100 (1 Wo.)DE | — | CH52 (9 Wo.)CH | Erstveröffentlichung: Februar 2008 mit Shaggy |
| 2008 | Feel the Rush Intoxication    | DE1 (19 Wo.)DE | AT2 (21 Wo.)AT | CH6 (18 Wo.)CH | Erstveröffentlichung: Mai 2008 mit Shaggy     |